# Diapensiaceae
Diapensiaceae is een botanische naam, voor een familie van tweezaadlobbige planten. Een familie onder deze naam wordt algemeen geaccepteerd door systemen voor plantentaxonomie, en ook door het APG-systeem (1998) en het APG II-systeem (2003).
Het gaat om een kleine familie, minder dan twee dozijn soorten, van kleine struikjes of overblijvende kruidachtige planten.
In het Cronquist-systeem (1981) is de plaatsing in een eigen orde (Diapensiales).